# Elac

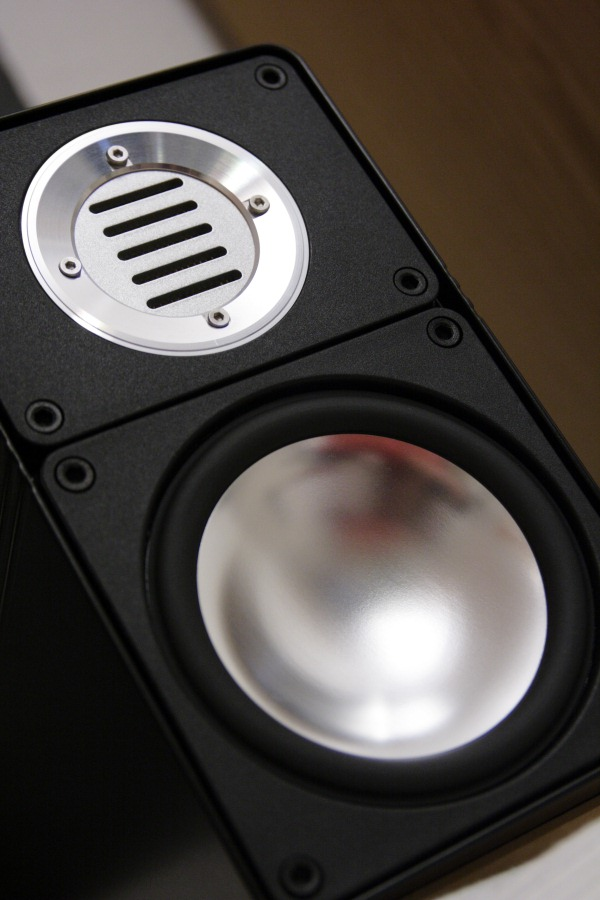
Elac 310.i jet

Elac (werkelijke naam: ELECTROACUSTIC GmbH) is een in 1926 opgericht Duits bedrijf dat gevestigd is in Kiel.

## Geschiedenis
1908 Wanneer iets begint is niet door vaste data te bewijzen. De resultaten zijn al veel vroeger zichtbaar. Een boek, een geproduceerde afbeelding of de inschrijving van een firma bij de arrondissement rechtbank van een stad. Bijvoorbeeld in Kiel op 1 september 1926. Alles is echter veel eerder begonnen, in het jaar 1908. Op 15 april 1908 begon Dr. Phil Heinrich Hecht met zijn werk in Kiel op het gebied van de echolood techniek.
1911 Neufeld & Kuhnke ontstond een dochter van de onderneming, de Signalgesellschaft GMBh, met Dr. Phil Hecht, Dr. Phil. Wilhelm Rudolph, Walter Hahnemann en Gerhard Schmidt aan de leiding.
1926 Na de Eerste Wereldoorlog werd op 1 september 1926 door de firmanten Dr. Hecht, Gerhard Schmidt, Dr. Rudolph en anderen ELECTROACUSTIC GmbH opgericht. 
1936 Electroacustic GmbH te Kiel verkoopt Unterwasserschall-Telegrafie systemen voor snel varende oppervlakteschepen (Museum Waalsdorp heeft een folder daarvan). 
1945 Naast de productie van apparaten voor onderwatergeluidstechniek worden er "High Tech"-producten zoals naaimachines, luchtpompen en auto-onderdelen geproduceerd.
1948 Alle Siemens radioapparaten komen uit Kiel. De electroacustic begint weer te leven. Op 14 december 1948 is de eerste platenspeler klaar en na een jaar zijn er al 5.600 platenwisselaars geproduceerd.
1957 Op 30 oktober 1957 wordt patent aangemeld voor een 'elektromagnetische geluidsopnemer voor de aftasting van een tweecomponent geluidsschrift'. Het patent met nummer 1 105 628 werd de basis voor de gehele techniek aangaande het afspelen geluidsplaten en was de definitieve vestiging van ELAC als de specialist op gebied van pick-up elementen. Wereldwijd werden licenties aan bekende firma's zoals b.v. Shure verleend.
1978 Ondanks stijgende omzet komt ELAC in moeilijker vaarwater in 1978 wordt de firma gesplitst in twee bedrijven. Het nautische bedrijf wordt overgenomen door het wereldberoemde bedrijf Honeywell. Het gedeelte met de productie in het phono bereik gaat onder ELAC, met een duidelijk gereduceerd programma en minder medewerkers door.
1981 Op 8 juli 1981 neemt de marketing en distributie firma John&Partner de distributie-activiteiten van de ELAC-Hifi-producten over. Twee maanden later wordt in Berlijn op de Funkausstellung het eerste pick-up element met een v.d. Hul naald, het ESG 796 H voorgesteld hetgeen wegens de speciale vorm van de naald voor furore zorgt.
1982 Op 1 januari 1982 nemen de bedrijfsleiders van John&Partner Vertriebsgesellschaft mbH het lot van ELAC in de hand en vestigen het huidige ELAC.
1984 Het leveringsprogramma wordt uitgebreid met luidsprekers. Een nieuw patent: de 4-Pi-bandtweeter maakt de sprong in de luidspreker-wereldelite mogelijk. Gelijktijdig begint ELAC met onderzoek in de ruimteakoestiek.
1998 Op 6 september : Een naam, een merk, een ondernemen. Om de krachten te bundelen en zich op de sterke punten te concentreren, besluiten de bedrijfsleiders van de firma John&Partner Vertriebsgesellschaft mbH en ELAC Phonosysteme GmbH de beide firma's te laten versmelten. Gelijktijdig krijgt ELAC de traditionele naam terug. ELAC Phonosysteme wordt in ELAC ELECTROACUSTIC GmbH omgedoopt.